# KVV Standaard Meulestede
KVV Standaard Meulestede was een Belgische voetbalclub uit Meulestede, een wijk in het havengebied in het noorden van Gent. De club had blauw-geel als oorspronkelijke clubkleuren en was bij de KBVB aangesloten met stamnummer 432. De club speelde verscheidene seizoenen in de nationale reeksen.

## Geschiedenis
De club was opgericht in 1924 en sloot zich op 1 juli aan bij de Belgische Voetbalbond onder de naam Football Athletic Club Eendracht Gent. Een jaar later, op 1 september 1925, werd de club hernoemd naar de naam van de wijk Meulestede, en werd Football Club Athletic Meulestede. Bij de invoering van de stamnummers in 1926 werd aan de club het nummer 432 toegekend.
De club speelde lange tijd in de regionale afdelingen. Na de Tweede Wereldoorlog, in 1947, slaagde de club er voor het eerst in de nationale reeksen te bereiken. De club speelde tot halverwege de jaren 50 wat afwisselend tussen de nationale bevorderingsreeksen (eerst Derde, later Vierde Klasse) en de provinciale reeksen, maar zakte dan weer weg. Bij het 25-jarig bestaan kreeg de club de koninklijke titel, en werd zo op 4 juli 1951 Koninklijke Football Athletic Club Meulestede.
Op 1991 zou KFAC Meulestede fuseren met een andere Gentse club, namelijk Standaard Gent. Die club, voluit Football Athletiek Club Standaard Gent, was zelf uit een fusie ontstaan, en bij de voetbalbond aangesloten met stamnummer 3002 in 1941. Bij de fusie van Meulestede met Standaard Gent op 1 juli 1991 werd het stamnummer 432 van Meulestede behouden; dat van Standaard Gent werd definitief geschrapt. De naam daarbij bovendien volledig vernederlandst naar Koninklijke Voetbalvereniging Standaard Meulestede.
In 2000 werd het stamnummer geschrapt toen de club in een fusie met Royal Racing Club Gent opging in de fusieclub Royal Racing Club Gent-Zeehaven. De club trad op het eind van z'n bestaan aan in Eerste Provinciale in Oost-Vlaanderen.